# Fediverse

Biểu trưng đề xuất của Fediverse

Fediverse (từ ghép của "federation" và "universe") là tên gọi những máy chủ độc lập liên kết với nhau trong mạng xã hội liên hợp (bao gồm  mạng xã hội, tiểu blog, blog, website và lưu trữ file).
Người dùng có thể tạo một danh tính ở bất kỳ máy chủ nào. Những danh tính ở máy chủ này có thể giao tiếp với danh tính ở những máy chủ khác bởi vì phần mềm máy chủ hỗ trợ giao thức truyền thông áp dụng tiêu chuẩn mở. Với một danh tính trong fediverse, người dùng có thể đăng tải văn bản và đa phương tiện, hoặc theo dõi bài đăng từ những người dùng khác trong fediverse. Thậm chí, người dùng còn khả năng chia sẻ tập tin (video, audio, văn bản, những định dạng khác) rồi cho phép người dùng khác chỉnh sửa (như là lịch và danh bạ).

## Lịch sử
Vào năm 2008, Evan Prodromou cho ra mắt mạng xã hội identi.ca. Anh phát hành phần mềm GNU social dưới giấy phép tự do AGPL (GNU Affero General Public License). Phần mềm này sử dụng giao thức OStatus. Bên cạnh máy chủ chính identi.ca còn có một số máy chủ khác vận hành với mục đích sử dụng cá nhân. Vào khoảng 2011–2012, identi.ca chuyển đổi sang một phần mềm khác là pump.io. Nhiều máy chủ GNU social khác đã được tạo ra. Cũng trong khoảng thời gian này, một số dự án khác như Friendica, Hubzilla, Mastodon và Pleroma) cũng sử dụng giao thức OStatus, tiếp tục mở rộng fediverse.
Tháng 1 năm 2018, W3C giới thiệu giao thức ActivityPub nhằm cải thiện khả năng tương tác giữa các nền tảng với nhau. Tính tới tháng 3 năm 2021, đã có 40 nền tảng hỗ trợ giao thức này (xem bảng dưới) và nó là giao thức được sử dụng nhiều nhất trong fediverse.

## Những giao thức truyền thông sử dụng

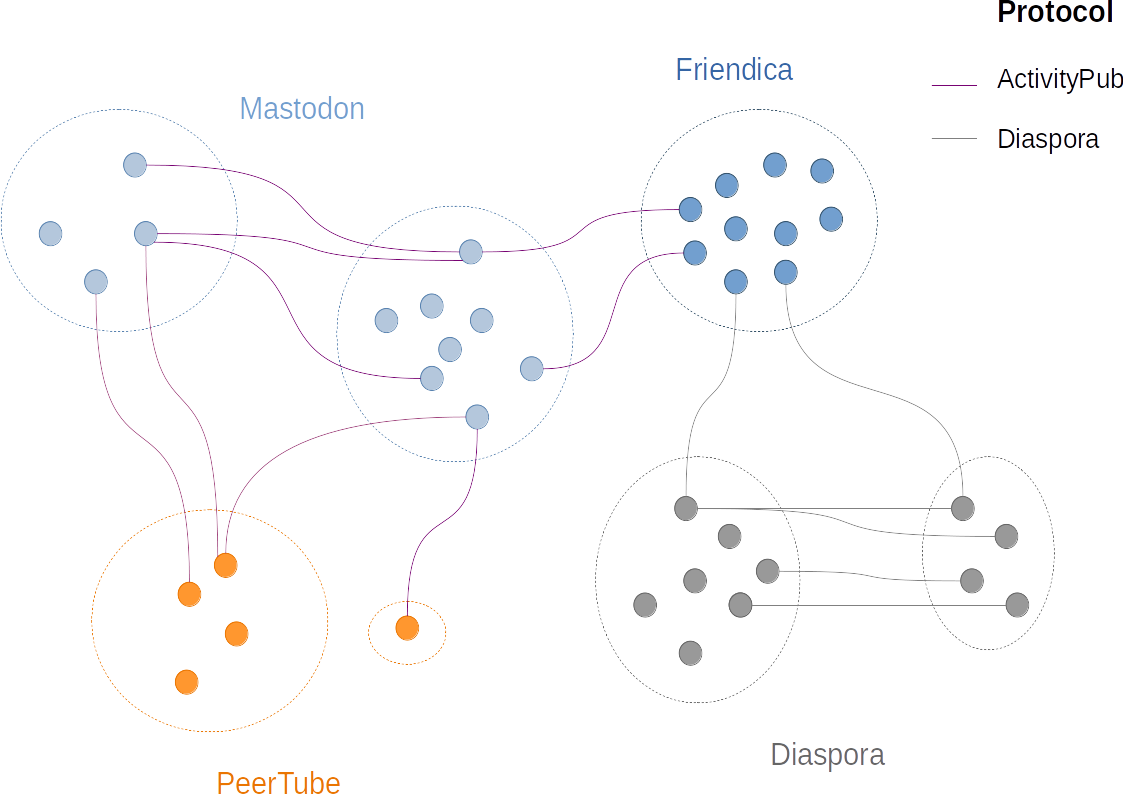
Một vài nền tảng liên hợp và phương thức kết nối với nhau

Những giao thức truyền thông với tiêu chuẩn mở được sử dụng trong fediverse:
- ActivityPub
- Diaspora Network
- Matrix
- OStatus
- XMPP
- Zot & Zot/6[5][6]

## Những nền tảng phần mềm
Hầu hết phần mềm đều là phần mềm tự do nguồn mở. Một vài trong số đó khá giống phong cách tiểu blog của Twitter (ví dụ như Mastodon, Misskey, GNU social và Pleroma, trong khi một số khác hướng tới nhu cầu liên lạc và phục vụ công việc (trường hợp Friendica và Hubzilla).
Dưới đây là danh sách những nền tảng phần mềm được sử dụng nhiều trong fediverse (chưa đầy đủ):
| Tên nền tảng           | Loại                                                                | ActivityPub | Diaspora Network | OStatus | Zot Zot/6 |
| ---------------------- | ------------------------------------------------------------------- | ----------- | ---------------- | ------- | --------- |
| Aardwolf               | Mạng xã hội                                                         | Có          | Không            | Không   | Không     |
| Anfora                 | Chia sẻ ảnh                                                         | Chờ         | Không            | Không   | Không     |
| Diaspora               | Mạng xã hội, Tiểu blog                                              | Không       | Có               | Không   | Không     |
| Distbin                | Pastebin                                                            | Có          | Không            | Không   | Không     |
| Friendica              | Mạng xã hội, Tiểu blog                                              | Có          | Có               | Có      | Không     |
| Funkwhale              | Chia sẻ âm thanh                                                    | Có          | Không            | Không   | Không     |
| GNU MediaGoblin        | Lưu trữ tập tin, hình ảnh, âm thanh, video                          | Chờ         | Không            | Không   | Không     |
| GNU social             | Tiểu blog                                                           | Chờ         | Không            | Có      | Không     |
| Honk                   | Mạng xã hội                                                         | Có          | Không            | Không   | Không     |
| Hubzilla               | CMS, Mạng xã hội, Tiểu blog, Wiki, Blog, Thư viện ảnh, Lưu trữ file | Có          | Có               | Có      | Có        |
| Kibou                  | Mạng xã hội, Tiểu blog                                              | Có          | Không            | Không   | Không     |
| Lemmy                  | Chia sẻ tin tức, Mạng xã hội                                        | Có          | Không            | Không   | Không     |
| Littr.me               | Chia sẻ tin tức, Mạng xã hội                                        | Chờ         | Không            | Không   | Không     |
| Lotide                 | Chia sẻ tin tức, Mạng xã hội                                        | Có          | Không            | Không   | Không     |
| Mastodon               | Tiểu blog                                                           | Có          | Không            | Ngừng   | Không     |
| Microblog.pub          | Tiểu blog                                                           | Có          | Không            | Không   | Không     |
| Misskey                | Mạng xã hội, Tiểu blog                                              | Có          | Không            | Không   | Không     |
| Nextcloud Social       | Lưu trữ đám mây                                                     | Có          | Không            | Không   | Không     |
| OStatus                | Mạng xã hội, Tiểu blog                                              | Có          | Không            | Có      | Không     |
| OLKi                   | Lưu trữ file / dữ liệu                                              | Có          | Không            | Không   | Không     |
| PeerPx                 | Lưu trữ ảnh                                                         | Có          | Không            | Không   | Không     |
| PeerTube               | Chia sẻ video                                                       | Có          | Không            | Không   | Không     |
| Pixelfed               | Lưu trữ ảnh                                                         | Có          | Không            | Không   | Không     |
| Pleroma                | Tiểu blog                                                           | Có          | Không            | Ngừng   | Không     |
| Plume                  | Blog                                                                | Có          | Không            | Không   | Không     |
| Prismo                 | Chia sẻ link                                                        | Có          | Không            | Không   | Không     |
| Pubcast                | Podcast                                                             | Có          | Không            | Không   | Không     |
| Pump.io                | Tiểu blog                                                           | Chờ         | Không            | Ngừng   | Không     |
| Read.as                | Trình đọc tin trực tuyến                                            | Có          | Không            | Không   | Không     |
| Socialhome             | Website, Mạng xã hội, Tiểu blog                                     | Có          | Có               | Không   | Chờ       |
| Write.as / WriteFreely | Blog                                                                | Có          | Không            | Không   | Không     |
| Zap                    | Mạng xã hội, Thư viện ảnh, Lưu trữ file                             | Có          | Không            | Không   | Zot/6     |

## Số lượng người dùng
Thống kê thời gian thực về fediverse có thể xem ở trang the-federation.info. Số liệu thống kê trên trang web này là về mức độ sử dụng, chưa đầy đủ vì chỉ có thể tổng hợp dữ liệu từ các máy chủ sử dụng NodeInfo. Một số trường hợp máy chủ có thể vô hiệu hóa NodeInfo hoặc sử dụng phần mềm khác. Không có gì đảm bảo rằng tất cả các máy chủ fediverse đều được trang web này lập chỉ mục.